# Горенштейн Рафаїл Якович
Рафаї́л Я́кович Горенште́йн (4 липня 1923, Київ — 23 вересня 2012, Москва) — радянський, український шахіст, майстер спорту СРСР (1958), тренер.

## Біографія
Рафаїл Горенштейн народився у Києві. Займався у шаховому гуртку Київського палацу піонерів з 1936 року, один з учнів шахіста Олександра Константинопольського.
Починаючи з 1941 року служив в Червоній армії, з березня 1943 року брав участь в німецько-радянській війні, лейтенант, командував взводом 198 окремого зенітного бронепотяга.
Після війни проживав у Львові. Працював тренером у Львівському палаці піонерів, серед його вихованців шахіста Юхим Ротштейн та Борис Каталимов. Пізніше також працював тренером в Ялтинському палаці піонерів, шаховій секції київського будинку Червоної армії, московському шаховому клубі ім. Т. В. Петросяна.
Рафаїл Горенштейн багаторазовий учасник чемпіонатів України, найкраще досягнення — поділ 5-7 місць у 1958 році. Цей результат дозволив йому виконати норму майстра спорту СРСР (Горенштейн набравши 10 очок перевиконав майстерську норму, яка становила 9½ очок).
Учасник чемпіонатів Києва, чемпіон Мінська (1946, поділ 1-2 місць з Гавриїлом Вересовим), чемпіон Львова (1949) та Львівської області (1954, 1960). Разом зі Штейном, Ротштейном, Перельштейном та Воробцем виступав за команду Львівської області.
Автор книг «Шахи» (1962) (укр.), «Книга юного шахіста» (1966) (рос.), «Подарунок юному шахісту» (1994) (рос.), «Шахи. Міттельшпіль» (1997) (рос.), «Як навчати дітей гри в шахи» (2000) (рос.), «Стань гросмейстером К.» (2006) (рос.).
«Книга юного шахіста» була визнана найкращим шаховим підручником 1966 року в СРСР.

## Результати виступів у чемпіонатах України
Рафаїл Горенштейн зіграв у 8 фінальних турнірах чемпіонатів України, набравши при цьому 58 очок зі 125 можливих (+36-45=44).
| Рік  | Місто           | Турнір                 | + | −  | =  | Результат | Місце   |
| ---- | --------------- | ---------------------- | - | -- | -- | --------- | ------- |
| 1939 | Дніпропетровськ | 11-й чемпіонат України | 2 | 5  | 8  | 6 з 15    | 11 — 12 |
| 1947 | Київ            | 16-й чемпіонат України | 1 | 13 | 2  | 2 з 16    | 17      |
| 1952 | Київ            | 21-й чемпіонат України | 7 | 6  | 2  | 8 з 15    | 7 — 9   |
| 1954 | Київ            | 23-й чемпіонат України | 6 | 6  | 6  | 9 з 18    | 8 — 10  |
| 1955 | Київ            | 24-й чемпіонат України | 5 | 5  | 7  | 8½ з 17   | 10 — 12 |
| 1958 | Київ            | 27-й чемпіонат України | 5 | 1  | 10 | 10 з 16   | 5 — 7   |
| 1961 | Київ            | 30-й чемпіонат України | 5 | 6  | 4  | 7 з 15    | 10      |
| 1971 | Донецьк         | 40-й чемпіонат України | 5 | 3  | 5  | 7½ з 13   | 13 — 18 |